# عمليات الترحيل السوفياتي من ليتوانيا

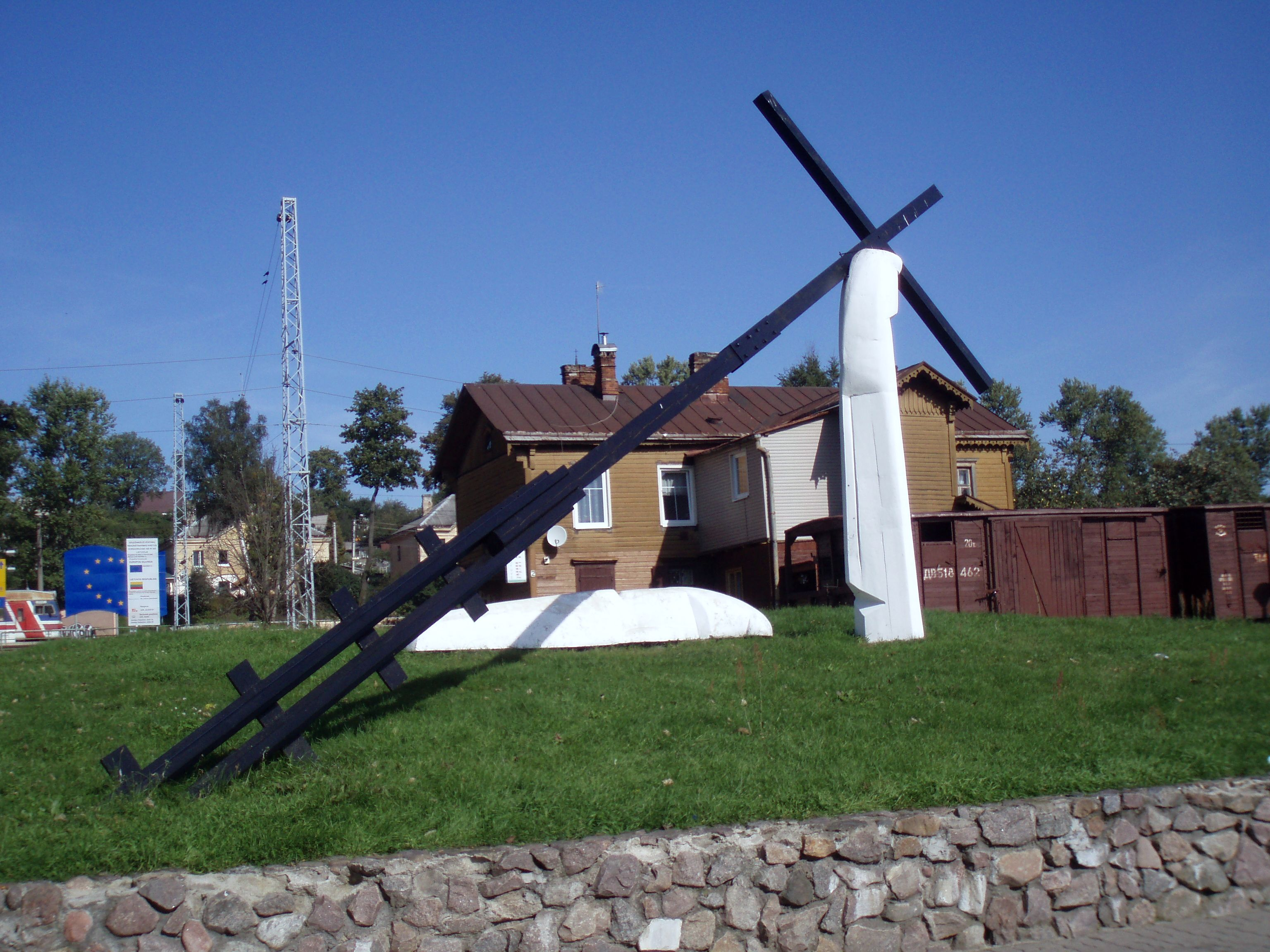

شملت عمليات الترحيل السوفياتي من ليتوانيا سلسلة من 35 عملية ترحيل جماعي نُفذت في دولة ليتوانيا التي احتلها السوفييت وأصبحت جمهورية اشتراكية ضمن الاتحاد السوفيتي. رُحِّل ما لا يقل عن 130 ألف شخص من ليتوانيا 70% منهم من النساء والأطفال قسراً إلى معسكرات العمل الجماعي والمستوطنات القسرية الأخرى في الأجزاء النائية من الاتحاد السوفيتي ولا سيما في إيركوتسك أوبلاست وكراسنويارسك كراي وذلك في عام 1941 وفي الفترة الممتدة من 1945-1952، وكان من ضمن المُهجرين حوالي 4500 بولندي. لا تشمل عمليات الترحيل هذه الليتوانيين من ثوار أو سجناء سياسيين (حوالي 150 ألف شخص) الذين رُحلوا إلى معسكرات الاعتقال. استخدم السوفييت ترحيل المدنيين لهدفين: قمع أي مقاومة لسياسات السوفييت في ليتوانيا، وتوفير عمالة مجانية في مناطق قليلة السكان في الاتحاد السوفيتي. مات أكثر من 28000 من الليتوانيين المُرحلين في المنفى بسبب ظروف المعيشة القاسية. أُطلق سراح هؤلاء المُرحلين تدريجياً بعد وفاة ستالين في عام 1953، وأُفرج عن آخرهم في عام 1963. تمكن حوالي 60 ألف من العودة إلى ليتوانيا، بينما مُنع 30 ألف من الاستقرار في وطنهم. حدثت عمليات ترحيل مماثلة في لاتفيا وإستونيا وأجزاء أخرى من الاتحاد السوفيتي. تحتفل ليتوانيا بيوم الحداد والأمل السنوي في 14 يونيو تخليداً لذكرى هؤلاء المُرحلين.

## خلفية تاريخية
وقَّعت ألمانيا النازية والاتحاد السوفيتي في أغسطس 1939 على ميثاق مولوتوف - ريبنتروب الذي قُسمت أوروبا الشرقية بموجبه إلى مناطق نفوذ، فأصبحت دول البلطيق (ليتوانيا ولاتفيا وإستونيا) جزءاً من منطقة النفوذ الروسي. بدأ الاتحاد السوفياتي الاستعدادات لاحتلال ودمج هذه الأراضي، ففرضت في البداية معاهدات تعاون وافقت دول البلطيق بموجبها على السماح بقواعد عسكرية للسوفييت داخل أراضيها، وأجلت الخطوات الأخرى بسبب حرب الشتاء مع فنلندا. انتهت الحرب بحلول ربيع عام 1940 وزاد الاتحاد السوفيتي من التصعيد متهماً دول البلطيق بالتآمر ضد السوفييت. تلقت ليتوانيا إنذاراً سوفييتياً في 14 يونيو 1940، وتبع ذلك إنذاران متطابقان تقريباً إلى لاتفيا وإستونيا بعد يومين. طالب الاتحاد السوفيتي بالسماح لعدد غير محدود من القوات السوفيتية بدخول أراضي ليتوانيا وتشكيل حكومة موالية للسوفييت، وحولوا دول البلطيق المستقلة بالقوة إلى جمهوريات اشتراكية سوفيتية. شُكلت حكومات شعبية موالية للسوفييت، وأجريت انتخابات استعراضية للبرلمانات الشعبية، وانتهت إجراءات ضم جمهورية ليتوانيا الاشتراكية السوفياتية ولاتفيا الاشتراكية السوفياتية وإستونيا الاشتراكية السوفياتية بحلول 6 أغسطس 1940.
سيطر السوفييت على الحياة السياسية والاقتصادية والثقافية في الدول الثلاث، ونفذوا بسرعة السياسات الشيوعية المختلفة مثل: تأميم الشركات الخاصة وإصلاح الأراضي الزراعية وقمع المنظمات السياسية والثقافية والدينية. تعطلت الحياة الاقتصادية وانخفض مستوى المعيشة واعتقل النشطاء السياسيون وغيرهم ممن وُصفوا بأنهم «أعداء الشعب» وسجنوا. رُحل حوالي 17000 ليتواني خلال الترحيل الأول في يونيو 1941، لكن الإجراءات السوفيتية توقفت بسبب الغزو النازي للاتحاد السوفياتي، وخضعت ليتوانيا في غضون أسبوع للحكم النازي. رحبت ليتوانيا في البداية بالألمان كمحررين من الحكم السوفييتي القمعي، وبقي الاتحاد السوفيتي العدو الأول للشعب الليتواني حتى بعد أن أصيب الليتوانيون بخيبة أمل من النظام النازي.
كانت ألمانيا النازية تخسر الحرب في عام 1944، وحققت روسيا السوفيتية تقدماً متزايداً. وصل الجيش الأحمر إلى الحدود الليتوانية في يوليو 1944 كجزء من عملية باغراتيون، واستولى على معظم الأراضي الليتوانية خلال هجوم البلطيق. انتهت المعركة الأخيرة في كلايبيدا في يناير 1945. انسحب حوالي 70000 ليتواني إلى ألمانيا قبل تقدم الجيش الأحمر خوفاً من القمع السوفيتي، وكان هؤلاء من النشطاء السياسيين والمثقفين والفنانين والعلماء والتجار. قضى هؤلاء السنوات الأولى بعد الحرب كمشردين، واستقروا في نهاية المطاف في بلدان أخرى كالولايات المتحدة، أما أولئك الذين بقيوا في ليتوانيا فقد جُندوا في الجيش (80 ألف). نجا الرجال من التجنيد بالانضمام إلى الثوار الليتوانيين ضد السوفييت. ألهمت المقاومة المسلحة العصيان المدني والسياسي، ورد السوفييت بالاضطهاد: مذابح، إعدامات، اعتقالات، تهجير.

## إجراءات الترحيل
كانت عمليات الترحيل سرية للغاية، واعتمد على نظام ترحيل واحد في كل الاتحاد السوفيتي اعتباراً من فبراير 1946، إذ تقوم مجموعات من الجنود بمحاصرة المنزل المستهدف في منتصف الليل، ويُطلب من كل شخص في الداخل بما في ذلك الأطفال حديثي الولادة وكبار السن أن يحزموا الطعام والضروريات الأخرى والاستعداد للترحيل، إذا حاول أي شخص المقاومة أو الهرب يُقتل فوراً، وغالباً ما كانت العائلات تنفصل. استخدمت القطارات وعربات الماشية لنقل المرحلين، واستغرقت الرحلة أسابيعاً أو أشهراً. كانت الظروف غير صحية وغالباً ما كان الركاب يفتقرون إلى الطعام والماء، وحدثت وفيات بين الأطفال وكبار السن خصوصاً.

## الحياة في المنفى

### الظروف المعيشية
تباينت الظروف المعيشية للمُرحلين بشكل كبير، واعتمد ذلك على الموقع الجغرافي للتوطين القسري والظروف المحلية ونوع العمل الذي يقوم به المُرحلون. وُظف غالبية المرحلين الليتوانيين في صناعة الأخشاب وقطع الأشجار. لا يمكن للمُرحلين مغادرة مكان استيطانهم أو تغيير نوع العمل، ولم يكن لترحيلهم تاريخ انتهاء بل استمر طيلة حياتهم. أُرسل أولئك الذين حاولوا الهرب أو رفضوا العمل إلى معسكرات الاعتقال. حاول 1722 ليتواني الفرار بين عامي 1945 – 1948، وقبض على 1070 منهم بحلول عام 1949، ورداً على ذلك حدد القانون الذي اعتمده مجلس السوفيات الأعلى في عام 1948 عقوبة السجن لمدة 20 عاماً في السجن لأولئك الذين يفروا و5 سنوات لأولئك الذين يساعدون الهاربين. صُنف الأطفال المولودين في المنفى كمبعدين وخضعوا للمعاملة نفسها التي يتعرض لها والديهم.
كانت معدلات الوفيات مرتفعة بسبب الظروف المعيشية القاسية، والعمل البدني المطلوب، ونقص الغذاء والرعاية الطبية. يُعتقد أن إجمالي الوفيات الليتوانية بلغ 28000 وفاة، وشكل الأطفال حوالي ربع إجمالي الضحايا.

### إطلاق سراح المُرحلين
أعلن خروتشوف عن حملة إزالة الستالينية بعد وفاة ستالين في عام 1953. بدأ إطلاق سراح المُبعدين والسجناء، وفي يوليو 1954 حذف الأطفال تحت عمر 16 من قائمة المُرحلين وخُففت عقوبة الهروب من 20 إلى 3 سنوات في السجن. كان إطلاق سراح الليتوانيين بطيئاً، وعندما اُعلن في عام 1954 عن عفو عن الأشخاص الذين تزيد أعمارهم عن 60 عاماً أو المعاقين أو المرضى الذين لا يمكن علاجهم، استبعد هذا القرار الليتوانيين بسبب مسائل تتعلق بالأمن العام.
وافق مجلس السوفيات الأعلى على إطلاق سراح مجموعات أكبر من المرحلين بما في ذلك الليتوانيون في عامي 1956 و1957. بدأ المُرحلون يعودون بأعداد كبيرة، ما خلق صعوباتٍ كبيرة للشيوعيين المحليين. عاد حوالي 60 ألف مُرحل إلى ليتوانيا، وواجهوا المزيد من الصعوبات، فقد تعرضت ممتلكاتهم للنهب والتقسيم لفترة طويلة من قبل الغرباء، وتعرضوا للتمييز في الوظائف والضمانات الاجتماعية، وحُرم أطفالهم من التعليم العالي، ولم يُسمح للمبعدين السابقين وأعضاء المقاومة وأبنائهم بالاندماج في المجتمع.

## التأثير
كانت عمليات ترحيل السكان المدنيين دون سابق إنذار أو محاكمة أو سبب واضح من أخطر الجرائم التي ارتكبها النظام السوفيتي، وعندما سُمح لليتوانيين خلال فترة حكم غورباتشوف بحرية أكبر في التعبير، كان تكريم ذكرى المُرحلين أحد مطالبهم الأولى، وأثيرت هذه المطالب خلال أول تجمع عام مناهض للسوفيات نظمته رابطة ليتوانيا الليبرالية في 23 أغسطس 1987. يعتقد بعض الليتوانيين أنه يجب دفع تعويض للمُرحلين عن فترة عملهم بالسخرة بطريقة مماثلة للتعويضات التي دفعتها ألمانيا للعمال بالسخرة في ألمانيا النازية.